# The Blind Adventure
The Blind Adventure est un film muet américain réalisé par Wesley Ruggles et sorti en 1918.

## Fiche technique
- Titre : The Blind Adventure
- Réalisation : Wesley Ruggles
- Scénario : George H. Plympton, d'après une nouvelle de Earl Derr Biggers
- Société de production : Vitagraph Company of America
- Distribution : Greater Vitagraph
- Genre : Comédie dramatique
- Date de sortie :
  - États-Unis : 7 janvier 1918

## Distribution
- Edward Earle : Geoffrey West
- Betty Howe : Marion Larned
- Frank Norcross : Larned
- William Bailey : Capitaine Fraser-Freer
- Gilbert Rooney : Lieutenant Fraser-Freer
- Charles A. Stevenson : Sir James Fraser-Freer
- George A. Wright : Inspecteur Bray
- Percy Standing : Colonel Hughes
- Eulalie Jensen : Comtesse Sofia De Graf
- John Sturgeon : Walters